# Occidozyga tompotika
Espèce
Occidozyga tompotika est une espèce d'amphibiens de la famille des Dicroglossidae.

## Répartition
Cette espèce est endémique de Sulawesi en Indonésie. Elle se rencontre sur le mont Tompotika dans les monts Balantak.

## Description
Occidozyga tompotika mesure entre 28,3 et 36,5 mm. Son dos est brun foncé ou noirâtre habituellement sans marques. Sa face ventrale est fortement marbrée de brun foncé.

## Étymologie
Son nom d'espèce, tompotika, lui a été donné en référence au lieu de sa découverte, le mont Tompotika.

## Publication originale
- Iskandar, Arifin & Rachmansah, 2011 : A new frog (Anura, Dicroglossidae), related to Occidozyga semipalmata Smith, 1927, from the eastern peninsula of Sulawesi, Indonesia. Raffles Bulletin of Zoology vol. 59, no 2, p. 219–228 (texte intégral).